# Coll de la Mosquetosa
El Coll de la Mosquetosa és una collada situada a 1.478,8 metres d'altitud al límit dels termes comunals de Noedes i d'Orbanyà, tots dos de la comarca del Conflent, a la Catalunya del Nord.
És un coll de muntanya situat a la zona nord-occidental del terme de Noedes i al sud-oest del d'Orbanyà. És a prop al nord-oest del Pic de la Mosquetosa.